# Iron County (Michigan)
Iron County je okres na severozápadě státu Michigan v USA. K roku 2000 zde žilo 13 138 obyvatel. Správním městem okresu je Crystal Falls. Celková rozloha okresu činí 3 137 km².

## Sousední okresy
| Růžice kompasu | Ontonagon County  | Houghton County a Baraga County | Marquette County     | Růžice kompasu |
| Růžice kompasu | Gogebic County    | Sever                           | Dickinson County     | Růžice kompasu |
| Růžice kompasu | Gogebic County    | Iron County (Michigan)          | Dickinson County     | Růžice kompasu |
| Růžice kompasu | Gogebic County    | Jih                             | Dickinson County     | Růžice kompasu |
| Růžice kompasu | Vilas County (WI) | Forest County (WI)              | Florence County (WI) | Růžice kompasu |